# Octophialucium solidum
Octophialucium solidum is een hydroïdpoliep uit de familie Malagazziidae. De poliep komt uit het geslacht Octophialucium. Octophialucium solidum werd in 1932 voor het eerst wetenschappelijk beschreven door Menon. 